# Russell-Einstein-manifestet
Russell-Einstein-manifestet var et manifest underskrevet af elleve fremtrædende videnskabsmænd. Manifestet fremhæver faren ved kernevåben og dannede siden grundlag for Pugwashbevægelsen. Manifestet udarbejdedes hovedsageligt af Bertrand Russell.
Bertrand Russell begyndte sit arbejde med manifestet, efter at have optrådt i (Man's Peril) på BBC i julen 1954 med samme tema. Han stilede 11. februar 1955 et brev til Albert Einstein med et forslag til en udtalelse om faren ved (atom)krig, fremsat af en udsøgt skare fremstående videnskabsmænd af forskellig ideologisk overbevisning. Einstein svarede positivt 16. februar. Derefter fortsatte de deres korrespondance frem til 11. april, hvor Einstein gav sin godkendelse af manifestet i dets endelige udformning. Det var Einsteins sidste offentlige tilkendegivelse inden sin død en uge senere .
Manifestet offentliggjordes ved en pressekonference 9. juli 1955 i Caxton Hall, London.

## Underskrivere
- Max Born
- Percy W. Bridgman
- Albert Einstein
- Leopold Infeld
- Frédéric Joliot-Curie
- Herman J. Muller
- Linus Pauling
- Cecil F. Powell
- Joseph Rotblat
- Bertrand Russell
- Hideki Yukawa

Ti ud af de elleve underskrivere af Russell-Einstein manifestet er Nobelpristagere, med undtagelse af Leopold Infeld.

## Eksterne henvisning
- The Russell-Einstein Manifesto